# نادی‌چانی
نادْیْ‌چانی (به مجاری:  Nagycsány) یک منطقهٔ مسکونی در مجارستان است که در ناحیه شیه واقع شده‌است.